# Ramón de Manjarrés y Bofarull
Ramón de Manjarrés y de Bofarull (Barcelona, 7 de abril de 1827-Sevilla, 9 de marzo de 1918) fue un ingeniero industrial, profesor y académico español.

## Biografía
Nacido en 1827 en Barcelona, estudió ingeniería industrial en la especialidad química, en Madrid, Sevilla y Barcelona. Obtuvo su título en la Escuela especial de Barcelona en 1869. Trabajó en talleres de fabricación de estampados en Barcelona, en 1855 fue pensionado por la Diputación de Barcelona como obrero científico para estudiar en la Exposición de París celebrada en aquel año, el ramo de tintes y estampados, a las órdenes del profesor Isaac Villanueva y para auxiliar la colocación de los productos españoles. La Diputación Provincial de Sevilla en 1862 le comisionó para que partiera a Londres con objeto de estudiar las industrias químicas y artes agrícolas en la Exposición universal de 1862. En 1856, fue nombrado catedrático de Química general y aplicada en virtud de oposición, de la Escuela industrial sevillana; en 1860, por real orden le fue encargada la cátedra de Química inorgánica y análisis químico de la misma escuela, de la que fue nombrado director en 1863.
En 1866, fue declarado excedente por supresión de la Escuela superior industrial de Sevilla y el 2 de noviembre de dicho año pasó a desempeñar la cátedra de Química inorgánica y análisis químico de la Escuela industrial de Barcelona, y en 1868 fue elegido su director. Por real orden expedida el 11 de junio en 1891, fue nombrado catedrático numerario de la Facultad de Ciencias de la Universidad de Sevilla, sección de las físico-químicas. Desde el 21 de marzo de 1892 se le encargó por la Dirección general de Instrucción pública de la estación meteorológica de Sevilla. En 1856 dirigió la instalación y arreglo del laboratorio y gabinete de química de la Escuela industrial sevillana, así como la formación de una colección mineralógica, compuesta principalmente de ejemplares españoles, muchos de los cuales regaló Manjarrés. Con fecha de 10 de diciembre de 1863 la Dirección general de Instrucción pública le autorizó para plantear en aquella Escuela la clase de enseñanza de artesanos en la forma que había propuesto. Creó en la misma Escuela un museo de primeras materias y productos elaborados, e instaló la cría del gusano de seda con carácter docente, según el plan que presentó al Ministerio de Fomento.
Entre 1868 y 1872 bajo su dirección y por su iniciativa se dieron en la Escuela de Ingenieros industriales de Barcelona varias cátedras nocturnas para artesanos, encargándose Manjarrés de la de química experimental. En 1872 formó parte de una comisión nombrada por la Diputación provincial de Barcelona para proponer un plan completo de organización de las enseñanzas libres que estaban o debían estar a cargo de la provincia, plan que aprobado en 24 de abril de 1873 comprendió el de la Escuela provincial de artes y oficios. En ella se hizo cargo de su dirección y explicó la asignatura de Química aplicada.
Instalada la Escuela de Ingenieros industriales en el edificio construido para universidad literaria en 1871, arregló el Museo mineralógico, e inauguró el e primeras materias y productos elaborados, dirigiendo la instalación del laboratorio de química. Bajo su dirección se organizó la sección de tejidos de la Escuela de artes y oficios. Fue en distintas exposiciones regionales y extranjeras vocal y jurado, y formó parte de algunas de ellas de la comisión creada para la concurrencia de expositores españoles. En la Exposición Universal de Barcelona de 1888 fue miembro del Consejo general, presidente de la Comisión de Instalaciones, delegado especial del Instituto agrícola catalán de San Isidro, jurado de la sección oficial, de la agrupación alimenticia y presidente del jurado para adjudicar los premios extraordinarios concedidos por el ministro de Fomento. Se le concedió   diploma de honor por sus trabajos de cooperación.
En 1870 dirigió en Barcelona el periódico quincenal Guía de la Industria, colaboró en la revista Los Vinos y los Aceites (Madrid); en el Diccionario enciclopédico de agricultura, ganadería é industrias rurales, en el Diccionario industrial, artes y oficios de Europa y América, con un extenso prólogo, y en un Diccionario de química traducido y anotado con datos referentes a España, además de aumentado con numerosos artículos, siendo uno de los dos directores de esta publicación. Fue también colaborador de La Agricultura Española (Sevilla), La Gaceta Industrial (Madrid), la Revista Tecnológica de la Asociación de Ingenieros Industriales (Barcelona) y de la Revista del Instituto Agrícola Catalán de San Isidro, entre otras.
Fue académico correspondiente de la Real Academia de Ciencias Exactas, Físicas y Naturales de Madrid. En 1867 fue nombrado socio residente de la de Ciencias Naturales y Artes de Barcelona. También fue socio de mérito del Instituto Agrícola Catalán de San Isidro, honorario del Colegio de Farmacéuticos de Barcelona, premiado con medalla de primera clase, y de la Sociedad Económica Barcelonesa de Amigos del País. En la Real Academia de Ciencias Naturales y Artes de Barcelona desempeñó el cargo de presidente, y tomó parte en los trabajos de su reorganización. Fue vicepresidente de la sociedad Fomento de la Producción Nacional.
Como individuo del Instituto agrícola catalán de San Isidro dio conferencias sobre la fabricación de vinos y aceites, y escribió sobre la cuestión de alcoholes, la industria serícola, la adulteración de vinos, la filoxera y la renovación de los viñedos. Formó parte de todas las comisiones relativas a exposiciones en las cuales figuró el Instituto agrícola, especialmente en la Exposición Universal de Barcelona de 1888. Falleció en 1918 en Sevilla.

## Obras
- Lecciones de química industrial inorgánica, Sevilla 1860. Un vol. en 4 º. Obra declarada de texto para la Escuelas industriales.
- «Memoria acerca de la Exposición internacional celebrada en Londres en 1862, escrita por Germán Losada y Ramón de Manjarrés, etc. Impreso por orden de la Excma. Diputación provincial. Sevilla imp. La Andalucía 1863. En 4. º, 344 págs. con láminas. Manjarrés redactó la parte relativa alos adelantos de las industrias químicas y artes agrícolas.
- «Influencia de los fosfatos tórreos en la vegetación». Memoria premiada por la Real Academia de Ciencias de Madrid en el concurso público en 1862. Publicada en el año siguiente en el tomo VI de las Memorias de dicha Academia.
- «Memoria sóbre la orometría atmosférica» (leída en la Real Academia de Ciencias Naturales y Artes de Barcelona el 5 de diciembre de 1867. M, S. Archivo id. caja 25).
- «De la producción del algodón en España». (Id. en 14 de octubre de 1872).
- «Memoria sobre el mejoramiento de nuestros aceites y necesidad de presentarlos bien elaborados y clarificados». Barcelona, imp. de Brusi, 1871.
- «Conferencias agrícolas celebradas en Barcelona á tenor de lo dispuesto en la ley de 1.º de agosto de 1876, etc. Falsificación de los vinos por medio de la fuchina, etc. Barcelona,» imp. de Ramírez y C.ª, 1877. En 4.º , 21 páginas.
- «Memoria sobre los medios empleados fraudulentamente para dar color al vino y especialmente del uso de la fuchina. Informe dado a la Junta directiva del Instituto agrícola de San Isidro». Barcelona, imp. Barcelonesa, 1877, En 4.º , 19 páginas.
- Fabricación, clarificación y mejora de los aceites. Tema desarrollado en las conferencias agrícolas de Barcelona el 13 de mayo de 1877, Barcelona, Est, tip. de N. Ramírez y C.ª, 1877.
- Extracción de los aceites de los orujos oleaginosos por medio del sulfuro de carbono. Madrid, Cuesta, editores, 1879.
- «Influencia de la calidad de las aguas en la marcha de los generadores de vapor, y de los medios empleados para mejorar la naturaleza de los mismos é impedir los efectos de las incrustaciones que se forman en dichos aparatos». Memoria leída en la Real Academia de Ciencias naturales y artes de Barcelona el 26 de mayo de 1883.
- «Necrología del Dr. D. Jaime Arbós, leída en la sesión celebrada por la Real Academia de ciencias naturales y artes en 15 de Marzo de 1889».[2]